# Нефтчи Арена
«Нефтчи Арена» (азерб. Neftçi arena) — футбольный стадион, расположенный в столице Азербайджана, городе Баку. До января 2013 года стадион назывался «8-й километр» (азерб. 8 km stadionu). Вместимость — 11 тысяч зрителей.

## История
Открытие стадиона состоялось 14 сентября 2012 года при участии президента страны Ильхама Алиева. На стадионе состоялись 2 групповых матча, 2 четвертьфинала и полуфиналы чемпионата мира по футболу 2012 среди девушек до 17 лет. После завершения мирового первенства здесь проводились игры Премьер-лиги Азербайджана. Также здесь состоялся отборочный матч Лиги чемпионов УЕФА (17 июля 2013 столичный «Нефтчи» принимал албанский «Скендербеу»).
В январе 2013 года на основе договоренности между АФФА и компанией Bakcell стадион был переименован в «Баксель Арена».
7 июня 2013 года на стадионе состоялся первый официальный матч сборной Азербайджана. Команда играла отборочный матч чемпионата мира со сборной Люксембурга.
В августе 2023 года стадион переименован в «Нефтчи Арена».

## Описание
Стадион на 11 тысяч зрительских мест состоит из трех входных частей — общий вход, вход для медиа и VIP, и пяти секторов. На футбольную площадку уложено привезенное из-за рубежа естественное травяное покрытие в соответствии со стандартами ФИФА и установлена специальная отопительная система. Для освещения стадиона установлены четыре прожектора и современная общая система освещения. Для закрытия верхней части трибун использована специальная пространственная конструкция, на которую нанесено устойчивое к огню и другим воздействиям специальное мембранное покрытие.
На трибуне сооружены комната для семейного просмотра и 17 VIP-комнат скайбокс, установлен большой монитор, для представителей медиа установлены специальные скамейки на 200 мест. В нижней части трибуны сооружены четыре раздевалки для команд, комнаты и конференц-залы для медиа-специалистов ФИФА, комнаты для тренеров, судей, врачей, комната допинг-контроля. Созданы комната центрального управления, комната для контроля и наблюдения за безопасностью и комментаторская комната. У стадиона имеется стоянка на 300 автомобилей.